# Hoàng Trinh
Hồ Tôn Trinh (28 tháng 9 năm 1920 – 19 tháng 3 năm 2011) tên thường được biết đến là Giáo sư Hoàng Trinh, là nhà nghiên cứu văn học phương Tây, nhà lý thuyết và lịch sử văn học, nhà ký hiệu học Việt Nam. Ông trở thành Hội viên Hội Nhà văn Việt Nam năm 1968.
Ông sinh ra và lớn lên tại xã Đại Nài, huyện Thạch Hà, nay thuộc phường Đại Nài, thành phố Hà Tĩnh, tỉnh Hà Tĩnh.
Ông từng giữ các chức vụ: Trưởng Ti Tuyên truyền văn nghệ tỉnh Hà Tĩnh. Từ 1954 đến 1959 ông lần lượt công tác tại Bộ tuyên truyền, Ban tuyên huấn, Ban văn giáo Trung ương và Ban văn xã Phủ thủ tướng. Từ 1959 ông lần lượt đảm nhiệm các chức vụ: Thư ký khoa học Viện Văn học (1960–1967), Phó viện trưởng Viện Văn học, Phó viện trưởng Viện Khoa học Xã hội miền Nam (1968–1982); Phó tổng biên tập tạp chí Vietnam Sciens Sociàles (1982–1985); Viện trưởng Viện Văn học kiêm Tổng biên tập Tạp chí Văn học (1985–1988); Chủ tịch hội đồng khoa học Viện Văn học (1985–1988, 1996–2000). Ngoài ra ông còn là Ủy viên Ban Thường trực Hội đồng Quốc gia Chỉ đạo Biên soạn Từ điển bách khoa Việt Nam, Hội viên Hội Nhà văn Việt Nam, Hội viên Hiệp hội Ký hiệu học Quốc tế, Phó chủ tịch Hiệp hội các Hội đồng Khoa học xã hội Châu Á và Thái Bình Dương, Phó chủ tịch Uỷ ban Quốc gia UNESCO.

## Các tác phẩm
- Phương Tây văn học và con người (tập 1, 1969, tập 2, 1971) chuyên luận
- Văn học ngọn nguồn và sáng tạo (1979) nghiên cứu – phê bình
- Văn học, cuộc sống nhà văn (chủ biên, 1979)
- Ký hiệu, nghĩa và phê bình văn học(1979) tiểu luận
- Ra sức phấn đấu sáng tạo theo đường lối văn nghệ của Đảng (1980)
- Về khoa học và nghệ thuật trong phê bình văn học (1980) chuyên luận
- Phấn đấu để có những thành tựu mới trong văn nghệ (chủ biên, 1980)
- Đối thoại văn học (1986) chuyên luận
- Tiếp cận văn học dưới góc độ thông tin (1990)
- Từ ký hiệu học đến thi pháp học (1992) chuyên luận
- Phương pháp luận về văn hoá và phát triển (1995)
- Chủ nghĩa xã hội với tư cách một chủ nghĩa nhân văn và văn hoá (1995)
- Trên những dặm đường khoa học (bút ký, 1995)

Ngoài ra có một số tiểu luận viết bằng tiếng Pháp và tiếng Anh, đăng trong kỉ yếu hoặc tạp chí khoa học quốc tế như:
- Những công trình lớn như Lịch sử của Arnold Toynbee (Anh)
- Làn sóng thứ ba của Alvin Toffler (Mỹ)
- châu Âu năm 2000 (cùng nhiều tác giả người Pháp)
- Những biến đổi xã hội và động thái văn hóa (Pháp)

## Danh hiệu và giải thưởng
- Năm 1979, được bầu viện sĩ danh dự Viện Hàn lâm Khoa học Hungary.
- Năm 1980, được phong học hàm Giáo sư
- Năm 1996, ông được Nhà nước Việt Nam trao tặng Giải thưởng Hồ Chí Minh đợt 1 về khoa học xã hội.
- Huân chương Kháng chiến hạng Ba và hạng Nhất.
- Huân chương Lao động hạng Nhất.[2]
- Huân chương Độc lập hạng Nhất.